# مایکو ناکاوکا
مایکو ناکاوکا (انگلیسی: Maiko Nakaoka؛ زادهٔ ۱۵ فوریهٔ ۱۹۸۵) بازیکن فوتبال اهل ژاپن است که در تیم ملی فوتبال زنان ژاپن بازی کرده‌است.